# Vrbovce, Šentjernej
Vrbovce este o localitate din comuna Šentjernej, Slovenia, cu o populație de 49 de locuitori.